# Emilio Alamán Ortega
Emilio Alamán Ortega (Ferrol, La Coruña, 1896 - Madrid, 1989) fue un militar español. 

## Biografía
A finales de los años 20, siendo profesor de la Academia de Infantería de Toledo fundó, junto con su compañero el entonces Capitán Vicente Rojo Lluch, la Colección Bibliográfica Militar. Al estallar la guerra civil española cada uno de ellos siguió caminos distintos: Vicente Rojo Lluch permaneció fiel al gobierno y llegó a ser el Jefe del Estado Mayor Central del Ejército Popular de la República, mientras que Alamán se unió a los sublevados y fue uno de los defensores del Alcázar de Toledo.
Después de la Guerra, Emilio Alamán fue director de la Academia General Militar entre 1954 y 1956. Pasó a la reserva en 1963 con el grado de General de División Ya en la reserva obtendría el empleo de Teniente General Honorífico.